# 106 км (зупинний пункт, Кримська дирекція Придніпровської залізниці)
106 км — пасажирський залізничний зупинний пункт Кримської дирекції Придніпровської залізниці на неелектрифікованій лінії Владиславівка — Феодосія між станціями Владиславівка (4 км) та Айвазовська (10 км). Розташований поблизу Владиславівської сонячної електростанції, в Іслямтерецькому районі Автономної Республіки Крим.

## Пасажирське сполучення
Через платформу 106 км прямують приміські поїзди за напрямком Армянськ — Джанкой — Феодосія / Керч, проте не зупиняються. Найближчий зупинний пункт — 107 км, на якому зупиняються приміські поїзди.